# Колібрі строкатохвостий
Колі́брі строкатохвостий (Tilmatura dupontii) — вид серпокрильцеподібних птахів родини колібрієвих (Trochilidae). Мешкає в Мексиці і Центральній Америці. Це єдиний представник монотипового роду Строкатохвостий колібрі (Tilmatura).

## Опис
Довжина самців становить 9-10 см, самиць 6,5-7,5 см. Виду притаманний статевий диморфізм. У самців верхня частина голови і верхня частина тіла зелені, горло синє або фіолетово-синє, блискуче, за очима білі плями, на грудях біла смуга, решта нижньої частини тіла темно-зелена. Хвіст чорний, відносно довгий, дещо роздвоєний, крайні стернові пера поцятковані рудувато-коричневими смугами і білими плямками. Дзьоб дорівнює голові за довжиною. 
У самиць обличчя, шия і нижня частина тіла коричневі або блідо-рудувато-коричневі, через очі ідуть темні смуги, за очима бліді плями. Тім'я, потилиця і верхня частина тіла зелені, як і у самців, боки поцятковані білими плямами. Хвіст роздвоєний, заокруглений з обох сторін, центральні стернові пера зелені, крайні стернові пера чорні, поцятковані білими і коричневими плямами.

## Поширення і екологія
Строкатохвості колібрі мешкають в горах Західної, Центральної і Південної Мексики, Гватемали, Сальвадору, Гондурасу і Нікарагуа. Вони живуть у вологих і напівсухих субтропічних і тропічних лісах, у вторинних чагарникових заростях і дубових лісах. Зустрічаються на висоті від 500 до 2500 м над рівнем моря, переважно на висоті від 750 м над рівнем моря. Живляться нектаром квітів, яких шукають в усіх ярусах лісу, від землі до крон дерев.